# نادي أريحا للفروسية
نادي أريحا للفروسية هو نادي فروسية في مدينة أريحا، فلسطين.
يصف النادي نفسه بأنه «مكرس لتعليم الناس من جميع الأعمار ومن جميع مناحي الحياة مبادئ ومهارات الفروسية الجيدة.» كما أقام سباقات ومسابقات الفروسية.
تأسس النادي في عام 1997 تحت رعاية ياسر عرفات رئيس السلطة الوطنية الفلسطينية في ذلك الحين. وهو جزء من مجمع ترفيهي كبير للشباب الفلسطيني يتضمن حديقة نباتية، سكن للشباب وملاعب. في عام 2008، أطلق النادي برنامج الركوب العلاجي للمعاقين «العلاج بمساعدة الخيول» تحت رعاية رئيس الاتحاد الدولي للفروسية هيا بنت الحسين.